# Robyn Parks
Robyn Parks   (Waldorf, 19 de juliol de 1992) és una jugadora de bàsquet professional. Mesura 1,83 m. d'alçària i juga en la posició d'aler.
Després de jugar al North Point High School en la seva etapa a l'institut, va fitxar per la Virginia Commonwealth University de l'NCAA el 2010. Va estar a punt d'entrar al WNBA Draft, però finalment va fer el salt a Europa, fitxant la temporada 2014-15 pel C.B. Illes Canàries, convertint-se en la segona màxima anotadora de la competició amb 18,2 punts per partit. La temporada següent va jugar al PEAC-Pécs hongarès, amb qui va aconseguir la cinquena posició en la màxima categoria del bàsquet femení hongarès i va debutar en l'Eurocup, on es va convertir en la líder del grup i en una de les seves referents en atac gràcies als seus 11,7 punts, 4,3 rebots i 2,2 assistències per partit. A l'estiu del 2016 va fitxar pel Club Deportivo Promete, de la lliga espanyola.
La temporada 2017-18 va ser la màxima anotadora a la lliga polonesa amb el Sosnowiec (20 punts i 4,8 rebots), i va jugar també a Angola. En el mes de gener de 2019 és contractada per l'Snatt's Femení Sant Adrià per cobrir la baixa de Hailey Dunham.